# 国际宽容日
國際寬容日（英語：International Day for Tolerance，或譯國際容忍日）是根據1996年12月12日《聯合國大會第51/95號決議》決定的於每年的11月16日舉辦的國際性節日。通常國際社會會在這一天進行以教育機構和一般民眾為對象的各種宣傳活動。

## 歷史
1945年11月16日，《聯合國憲章》簽署國決心「力行容恕，彼此以善鄰之道，和睦相處，並發揚寬容精神」。1993年聯合國大會根據聯合國教科文組織的提議，宣佈1995年為國際寬容年。1996年12月12日聯合國大會決議決定舉辦國際寬容日。

## 外部連結
- 聯合國：國際寬容日（页面存档备份，存于）（简体中文）